# ОШ „Душан Радовић” Нови Сад
ОШ „Душан Радовић” једна је од најстаријих основних школа у Новом Саду. Налази се у улици Ченејска 61. Назив је добила по Душану Радовићу, српском песнику, писцу, новинару, афористичару и ТВ уреднику. 

## Историјат
Школа је настала пре Другог светског рата под именом Краљ Петар Први, које је носила до 1950. године, када је преименована у Основну школу „Б”, а касније је добила назив Ђура Јакшић. Настава се изводила у две зграде, у Темеринској улици и на Кисачком путу. Године 1982, школа је, заједно са центром Славија, постала ОУР Новосадски партизански одред. 
Након раздруживања организације удруженог рада, школа ради самостално, али није могла да поврати старо име Ђура Јакшић због постојања ОШ Ђура Јакшић у Каћу, која се такође налази у Новом Саду. Од јануара 1993. године носи данашњи назив Душан Радовић.

## Догађаји
Догађаји Основне школе „Душан Радовић”:
- Савиндан
- Дан школе
- Дан отворених врата
- Дан посвећен малим научницима
- Спортски дан
- Воћни дан
- Светски дан без аутомобила
- Светски дан поезије
- Дечја недеља
- Европска недеља мобилности
- Сајам науке
- Фестивала права детета
- Манифестација „Сунчана јесен живота”
- Манифестација „Филмско вече”
- Пројекат „Водни агент”
- Пројекат „Свим срцем за осмех детета”
- Пројекат „Битка за знање”
- Пројекат „Здраво одрастање”
- Пројекат „Кажи ми како се осећаш”
- Пројекат „Активна инклузија”